# هاپو، آکیتا
هاپو، آکیتا (به لاتین: Happō, Akita) یک منطقهٔ مسکونی در ژاپن است که در استان آکیتا واقع شده‌است. هاپو ۲۲۴٫۱۴ کیلومترمربع مساحت و ۷٬۳۴۶ نفر جمعیت دارد.